# Discartemon
Discartemon is een geslacht van weekdieren uit de klasse van de Gastropoda (slakken).

## Soorten
- Discartemon discus (L. Pfeiffer, 1851)
- Discartemon moolenbeeki Maasen, 2016